# Frank-Michael Pietzsch
Frank-Michael Pietzsch (* 24. August 1942 in Lutherstadt Wittenberg) ist ein deutscher Politiker (DDR-CDU, ab 1990 CDU). Von 1990 bis 2004 war er Abgeordneter im Thüringer Landtag, von 1994 bis 1999 dessen Präsident. Von 1992 bis 1994 und von 1999 bis 2003 war er Thüringer Minister für Soziales, Familie und Gesundheit.

## Leben
Pietzsch legte 1960 in Berlin das Abitur ab, er studierte dann an der Humboldt-Universität in Berlin Humanmedizin und legte 1966 das Staatsexamen ab. Er absolvierte 1966–1971 am Kreiskrankenhaus in Belzig die Facharzt-Ausbildung zum Facharzt für Innere Medizin und war von 1971 bis 1978 Leiter der Inneren Abteilung der Kreispoliklinik Belzig. Ab 1978 folgte seine Zweit-Facharzt-Ausbildung zum Facharzt für Radiologie. 1981 wurde er an der Friedrich-Schiller-Universität in Jena promoviert. Seit 1985 war er als Oberarzt an der Zentralklinik für Herz- und Lungenkrankheiten in Bad Berka beschäftigt. 
Pietzsch trat 1975 der CDU der DDR bei. 1985 wurde er Stadtverordneter in Bad Berka, im Februar 1990 CDU-Kreisvorsitzender im Kreis Weimar. Von 1990 bis 2004 war er Abgeordneter im Thüringer Landtag. Beim Regierungsantritt des Ministerpräsidenten Bernhard Vogel wurde er 1992 erstmals zum Thüringer Sozialminister vereidigt. Dieses Amt hatte er bis zur Bildung der Großen Koalition in Thüringen 1994 inne. Von nun an war er Präsident des Thüringer Landtags.
1999 wurde Pietzsch erneut Minister für Soziales, Familie und Gesundheit. Mit dem Amtsantritt von Dieter Althaus räumte er 2003 den Ministerposten und wurde Vorsitzender der CDU-Fraktion im Thüringer Landtag. Dieses Amt übernahm nach der Landtagswahl 2004 Christine Lieberknecht. Seit 2005 ist Pietzsch Vorsitzender der Volkssolidarität Thüringen, seit dem 16. November 2013 amtierender Verbandspräsident der Volkssolidarität Bundesverband e. V.
Pietzsch ist Vorsitzender der Kommission zur Überprüfung von Stasi-Verstrickungen im Sport. Er ist evangelisch, verheiratet, hat drei Kinder und lebt in Bad Berka.